# 原光隆 はやバン!
原光隆 はやバン!（はらみつたか はやバン!）は、東海ラジオ放送で月 - 金曜の早朝に放送していたラジオ番組。

## 概要
2014年9月29日放送開始。2010年4月から4年半に渡って、平日早朝ワイド枠で放送されてきた『源石和輝 モルゲン!!』が、2014年10月の秋改編に伴い放送を終了。それに代わって、同じ東海ラジオアナウンサーである原光隆がニュース、天気予報、海の天気などの色々な情報を音楽とともに送るワイド番組。
原は2017年9月29日までの後続番組となる『矢野きよ実の朝は矢野流』ではアシスタントとして、そして、同年10月2日からの『矢野きよ実の朝は矢野流』の同じ時間枠の後番組となった『小島一宏 モーニングッド!』ではニュースデスクとして出演。
番組ホームページは存在しないが、原のブログ（下記）にて番組内容が記載されることがあった。
2018年10月の改編により、新たな平日早朝帯のワイド番組として『安蒜豊三 きょうもよろしく』が放送を開始することに伴い、9月28日をもって放送を終了した。

## パーソナリティー
- 原光隆（当時、東海ラジオアナウンサー）

ピンチヒッター
- 安蒜豊三（東海ラジオアナウンサー） - 2016年7月25日 - 29日（原が夏季休暇の為。通常通りの時間で放送）
- 村上和宏（東海ラジオアナウンサー） - 2017年7月31日 - 8月4日、2018年3月26日 - 30日、8月30日・31日（原が休暇の為。通常通りの時間で放送）
- 井田勝也（当時、東海ラジオアナウンサー） - 2018年8月27日 - 29日（原が夏季休暇の為。通常通りの時間で放送）

後述の通り、「矢野きよ実の朝は矢野流」が休止された場合、「はやバン!スペシャル」として放送時間が延長される場合があった。

## 放送時間
平日 6:00 - 7:00

## 特別対応
- 聴取率調査週間である「聴いて元気週間」では特別企画として、放送開始を5:00に繰り上げて放送されることがある。この場合、通常のミニ番組は休止されるが、宗教番組に関しては、番組内に内包される形でほぼ時間通りに放送された。
  - 2015年6月15日 - 26日
  - 2015年12月14日 - 18日
- また、後続番組の「矢野きよ実の朝は矢野流」が、パーソナリティの休暇などの事情により休止されることがあり、その際には普段は「矢野流」が放送される時間枠（9時00分）まで延長されることがある[2]。
  - 2015年8月31日 - 9月4日：「安蒜豊三 はやバン!スペシャル」（原、矢野きよ実が夏季休暇の為）
パーソナリティ：安蒜豊三、山崎聡子（いずれも全日。二人とも東海ラジオアナウンサー）
  - 2016年2月8日 - 12日：「安蒜豊三 はやバン!スペシャル」（原、矢野が冬季休暇の為）
パーソナリティ：安蒜豊三（全日）、成田香織（8・9日）、前野沙織（10・11・12日）
  - 2016年9月5日 - 9日：「原光隆 はやバン!スペシャル」（矢野が夏季休暇の為）
パーソナリティ：原光隆（全日）、桑原麻美（5・6・7日、フリーアナウンサー）、吉田智美（8・9日、フリーアナウンサー）[3]
  - 2017年3月6日 - 10日：「村上和宏 はやバン!スペシャル」（原、矢野が冬季休暇の為）
パーソナリティ：村上和宏（全日）、前野沙織（6・10日）、青山紀子（7日）、成田香織（8日）、堀真理子（9日、タレント）

## 主なコーナー
放送終了時点。
- 中日新聞ニュース（6時05分・30分頃） - 原が原稿読みを担当。中日スポーツ紙面から、スポーツ、芸能のニュースも取り上げる。
- 水曜ロードショー（水曜6時30分頃） - 「矢野きよ実の朝は矢野流」（金曜）内で受け持っていた映画紹介のコーナー「原流映画道」が同番組の終了に伴い枠移動。前番組同様に原の独自の視点で映画を紹介している。
- 快適生活ラジオショッピング（6時35分頃）
- 南海トラフ大地震 どうなる?どうする!（6時40分頃） - 旧番組名は「東海・東南海・南海大地震 どうなる?どうする!」。2018年4月より「小島一宏 モーニングッド!」から現番組名へ改題のうえ、枠移動。
- この他、コーナーの合間には各新聞・週刊誌などからの話題や音楽を届ける。

## 内包番組
放送終了時点。
- 日替わり番組（6時12分頃、いずれも健康情報番組）
  - 月・水曜 - 立松さとるのスカッと!爽快気分（以前は火曜のみ、木曜にも早朝単独枠で放送）
  - 火・木曜 - みんなのイキイキ生活（以前は木曜のみ）
  - 金曜 - 松永ひろきの毎日笑顔!元気塾（日曜にも早朝単独枠で放送）
- 河村通夫の大自然まるかじりライフ（マール制作）
6時45分頃に放送。2016年4月4日から放送開始。同じ東海3県のうちぎふチャンラジオもほぼ同一の時間帯で放送していたが、同年9月23日をもって打ち切りとなり、東海ラジオに一本化された。
- JFマリンバンク海の天気予報（NRN加盟各局）
6時50分頃に放送。このコーナーのみ2017年9月までは早朝勤の（契約）アナウンサーである高島美奈が原稿読みを担当していた（現在は原が担当）。名古屋・形原（愛知県蒲郡市）・舞阪（静岡県浜松市西区［現・中央区］）・尾鷲（三重県尾鷲市）の干潮・満潮の時間も伝えられている。

### 以前の内包番組
- ENEOSプレゼンツ あさナビ（ニッポン放送制作、NRN加盟各局ネット）
6時40分頃に放送。2016年3月25日放送分をもって、ネット打ち切り（4月より前述の「河村通夫の大自然まるかじりライフ」を放送開始）。
- 菊池智津の快適相談室（日替わり番組の月・水曜、健康情報番組）